# Мюллер, Владимир Карлович
Влади́мир Ка́рлович Мю́ллер (24 мая 1880, Санкт-Петербург, Российская империя — 1941, Ленинград, СССР) — российский и советский лингвист, лексикограф, шекспировед, переводчик. Преподавал в Московском государственном университете, Ленинградском университете (Дмитрий Лихачёв позже называл Мюллера одним из своих учителей, наряду с Жирмунским и Шишмарёвым), а также во Втором Московском и Тверском государственном университете. Зачинатель театроведческого изучения Шекспира в Советском Союзе работой «Драма и театр эпохи Шекспира» (1925)". Получил известность как автор и составитель одного из наиболее популярных в СССР и современной России англо-русского словаря, выдержавшего в общей сложности более шестидесяти изданий. Несмотря на то, что его словарь многократно дополнялся и переиздавался, принципы его создания и использования остались прежними и почти все российские словари в конечном итоге вольно или невольно копируются с него.

## Краткая биографическая справка

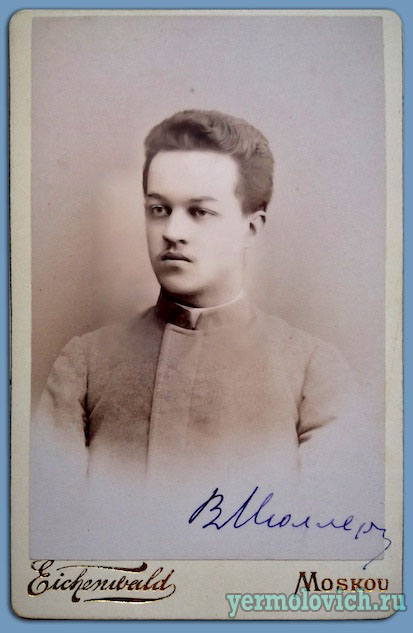
Фото 1898 года

О жизни Мюллера до конца первого десятилетия XXI века было известно немного. Первое систематизированное жизнеописание Мюллера было составлено санкт-петербургской переводчицей и лексикографом Л. А. Девель. Наиболее полный биографический очерк лингвиста на основе архивной работы написал доктор филологических наук Дмитрий Ермолович. По окончании Московского университета Мюллер был оставлен на кафедре истории западноевропейских литератур для подготовки к зачислению на должность преподавателя и подготовки к магистерским экзаменам. Был дважды (1904—1905 и 1908) командирован в Англию, в 1909 году стажировался в Германии. В 1918 году получил звание профессора. Его научно-педагогическая деятельность охватывала широкую сферу английской филологии и истории западноевропейских литератур, включая литературу и театр эпохи Шекспира. В. К. Мюллер фактически создал одну из школ отечественной англистики. Кроме МГУ, активно сотрудничал со многими другими учебными заведениями, в том числе с Высшими женскими курсами, на базе которых впоследствии был создан Московский государственный педагогический институт (ныне МПГУ). В 1925 году был приглашён в Ленинградский университет на кафедру английской филологии и в 1926 году переехал в Ленинград вместе с женой Александрой Петровной (в девичестве Гнеушевой), искусствоведом, в прошлом его студенткой, которая получила работу в Государственной публичной библиотеке. Работу в этом городе Владимир Карлович ещё в течение 4 лет совмещал с поездками в Москву. В Ленинграде супруги проживали по адресу: Лесной проспект, дом 50, квартира 5. Как предполагает Д. И. Ермолович, профессор и его жена скончались в первую же зиму блокады Ленинграда в 1941 году.
С 1927 года Владимир Карлович активно включился в лексикографическую работу, в соавторстве с С. К. Боянусом работая над англо-русскими и русско-английскими словарями. Эти словари получили высокую оценку отечественных и зарубежных специалистов. Спрос на словари был так высок, что почти сразу после выхода их стали ежегодно переиздавать, и каждое новое издание авторы правили и расширяли.

## Филологические и исторические исследования
В. К. Мюллер относится к пионерам российских исследований драматургии Возрождения и, в частности, английского театра эпохи Шекспира. Во вступлении к своей книге «Драма и театр эпохи Шекспира» (1925) он пишет, что пытается «охватить всю эпоху», подразумевая не только хронологические рамки, но и исторические особенности эпохи. Мюллер увязывает расцвет драматического театра с экономическим и политическим подъёмом в Англии XVI—XVII веков, а также с непреодолимой врождённой тягой англичан к разного рода увеселительным зрелищам, представлениям, процессиям, парадам и даже обыкновенным дракам. А сами пьесы драматургов, по мнению Мюллера, полны параллелей с жизнью англичан в эпоху Ренессанса. В своих рассуждениях о развитии английского театра периода правления Елизаветы I, Мюллер приходит к выводу о развитии двух ветвей театрального представления, которые содержательно повествуют о социальном расслоении общества и его идеологической направленности. Первая ветвь, согласно Мюллеру — это так называемая «народная школа», к которой и относятся Шекспир и Марло. Вторая — придворно-академическая, которая начала активно развиваться с середины XVI века, ведь Елизавета была большой поклонницей театральных представлений, пантомимы, живых картин и драматических спектаклей, которые сопровождали её в дороге, куда бы она ни отправилась. Кроме собственных исследований, Мюллер не забывал следить за работой молодых учёных. Так, под научным руководством Мюллера издавал свои труды другой известный шекспировед А. С. Булгаков.
В. К. Мюллер являлся и глубоким пушкиноведом. В конце жизни он работал над научной монографией о влиянии Шекспира на творчество Пушкина — «Пушкин и Шекспир». Доведя рукопись этой работы до высокой степени готовности примерно к 1938 году, он не успел окончательно её отредактировать и подготовить к публикации: этот труд прервала сначала лексикографическая работа, а затем кончина автора. Монография осталась в архивах, и лишь спустя 70 лет её обнаружил и подготовил к публикации профессор Д. И. Ермолович. Монография была впервые издана лишь в 2015 г. в едином томе с переизданием его труда 1925 года «Драма и театр эпохи Шекспира».
В жанре исторического очерка В. К. Мюллером написана книга «Пират королевы Елизаветы» (1925) об адмирале Фрэнсисе Дрейке.

## Англо-русский словарь Мюллера
Работа над большим англо-русским словарём стала magnum opus Мюллера. До этого выходил средний англо-русский словарь в соавторстве с профессором Семёном Карловичем Боянусом в 1928 году в издательстве «Советская энциклопедия». В дальнейшем словарь был переработан и явился наиболее издаваемым и переиздаваемым англо-русским словарём на протяжении свыше полувека и превратился в своего рода бренд, воспринимаемый как образец качества. Л. А. Девель обращает внимание на точку зрения В. К. Мюллера на лексикографию как на научную дисциплину, высказанную до появления известной лексикографической статьи Л. В. Щербы в 1940 году. Она также выделяет показатели качественного англо-русского словаря для В. К. Мюллера: правильность определений и толкований на родном языке; чёткость организационной структуры словаря; «важность» слов (что позже назовётся статистической значимостью слов) как ведущий критерий для отбора вокабул в словник; точность, сжатость и выразительность формулировок в словаре; хорошее расположение материала и, самое главное, чтобы словарь было интересно читать. Профессор Д. И. Ермолович проанализировал принципы, из которых исходил В. К. Мюллер при составлении словаря, и показал, что им была создана новаторская в ряде отношений лексикографическая система. Примечателен тот факт, что словарь с дополнениями и исправлениями выдержал по меньшей мере 64 издания (не считая изданий на других языках республик СССР, помимо русского) и продолжает переиздаваться в наши дни.
|                   |                                |                                    |                                     |
| Издание 1935 года | Издание 1990—1992 годов (23-е) | Левый титульный лист 23-го издания | Правый титульный лист 23-го издания |

## История написания и публикации
В монографии Л. А. Девель «Секрет англо-русского словаря Мюллера» (2009) приводится оригинал общей инструкции в виде записки В. К. Мюллера «Основные принципы и методы составления англо-русского словаря», которая трактуется как первое теоретическое изложение составления двуязычного англо-родного словаря и квалифицируется как работа в определённом смысле основополагающая. Доведение до широкого читателя оригинальных взглядов В. К. Мюллера на составление англо-русского словаря имеет большое значение в связи с появлением псевдомюллеровских словарей.
Работа лексикографа осложнялась посторонним вмешательством, связанным с попытками подчинить её неким идеологическим установкам. В историко-филологическом очерке Д. И. Ермоловича «Открывая Мюллера» рассказывается о сопротивлении Мюллера и Боянуса такому вмешательству. Дело дошло до конфликта авторов с редакцией, в который оказался вовлечён и главный редактор словарной секции издательства «Советская энциклопедия», коим в те годы являлся известный учёный Отто Шмидт. Он был одним из основателей и главным редактором Большой советской энциклопедии, а её выпускало то же самое Государственное словарно-энциклопедическое издательство, что и все советские словари.
В архивах сохранилось письмо Отто Шмидта в редакцию иностранных словарей от 10 июня 1932 года, написанное в ответ на прямое обращение к нему Мюллера и Боянуса, пожаловавшихся, что редакция самовольно вносит дополнения в текст их «Русско-английского словаря», а что-то исключает из него, даже не спрашивая авторов. В частности, они протестовали против исключения из словаря слов «денщик», «незаконнорождённый» и некоторых фразеологизмов. Редакторами были вычеркнуты из словника идиомы, которые с точки зрения сегодняшнего обывателя «не имеют никакого отношения к политике, но в тех условиях они были исключены именно по политическим соображениям как якобы противоречащие облику советского человека». «Отто Юльевич, — справедливо замечает Д. И. Ермолович, — вероятно, понимал ограниченность своих познаний в области филологии, но должность и ситуация ставили его в положение высшего судьи в таких спорах». В ответе Шмидта на письмо Мюллера и Боянуса досталось и редакторам, и авторам. Лексикографы получили следующее большевистское предупреждение: «Под протестом авторов против несогласованного прибавления иных слов может скрываться нежелание их или недостаточное желание обновить словник. С этим необходима решительная борьба, без уступок».

## Псевдо-Мюллер
Л. А. Девель отмечает, что словарь Мюллера превратился в узнаваемый бренд для многих пользователей. В среде профессиональных переводчиков ходит расхожая шутка, в которой проводится аналогия между Владимиром Мюллером и знаменитым персонажем «Семнадцати мгновений весны», всезнающим и всемогущим Генрихом Мюллером: «Все наши переводчики до сих пор „сидят под колпаком у Мюллера“».
При этом современное поколение «словарей Мюллера» может иметь отдалённое отношение к оригиналу словаря и принципам его структурирования. Д. И. Ермолович подчёркивает, что многие современные издания словаря, составленного Мюллером, зачастую делаются простым сканированием старых изданий с добавлением каких-либо фрагментов из других, менее старых словарей. По той же причине нет точек над «ё», что противоречит всем правилам современной научной лексикографии.